# René Benko
René Benko (* 20. Mai 1977 in Innsbruck) ist ein österreichischer Unternehmer, dessen Firmen zu den größten Insolvenzen der Geschichte Österreichs gehören. Die von ihm gegründete Signa Holding galt als Österreichs größtes Immobilien- und Handelsunternehmen. Sie beteiligte sich international an mehreren Immobilien und Unternehmen, darunter an den Tageszeitungen Kurier und Krone. Benkos Vermögen wurde 2019 auf fünf Milliarden US-Dollar (4,6 Mrd. Euro) geschätzt; er galt damit als einer der reichsten Österreicher – diese Einschätzungen beruhten jedoch auf überhöhten Immobilienbewertungen.
Die Signa Prime Selection soll laut Masseverwalter bereits 2014 rote Zahlen geschrieben haben und war in den Folgejahren gezwungen zu einer „Loch-auf-Loch-zu-Politik“, weshalb parallel dazu „Vermögensbunker der Benkos“ gegründet wurden, als Vorsorge für den Konkursfall. Die Signa Holding musste Ende November 2023 ihre Zahlungsunfähigkeit eingestehen. Im März 2024 stellte auch René Benko selbst einen Antrag auf Insolvenz als Unternehmer, das zuständige Landesgericht machte daraus ein Konkursverfahren. Gegen ihn ermitteln derzeit Strafrechtsbehörden in Österreich, Deutschland, Liechtenstein und Italien – wegen des Verdachts des schweren Betrugs, der Geldwäsche sowie mehrerer Insolvenzdelikte. Anfang Dezember 2024 stellte die Oberstaatsanwaltschaft von Trient wegen des Verdachts der Organisierten Kriminalität einen Europäischen Haftbefehl aus. Deloitte sowie die Masseverwalter von Signa Holding und Signa Prime erhoben den Vorwurf der Insolvenzverschleppung. Benko wurde im Jänner 2025 festgenommen und befindet sich seither wegen dringenden Tatverdachts und Tatbegehungsgefahr in Untersuchungshaft. Im Juli 2025 wurde er in Österreich angeklagt.

## Herkunft und Ausbildung
René Benko wurde als Sohn eines Gemeindebediensteten und einer Erzieherin in Innsbruck geboren und besuchte zunächst das Reithmanngymnasium in Innsbruck und dann die dortige Handels- und Wirtschaftsakademie (HAK). Er hat eine jüngere Schwester, Verena. Als Jugendlicher war er Kletterer, unter anderem nahm er als 14-Jähriger an der österreichischen Hallenkletter-Meisterschaft teil. Im Alter von 17 Jahren lernte er im Unternehmen eines befreundeten Baumeisters erstmals die Immobilienbranche näher kennen. Daraufhin verließ er die Schule, da er zu viele Fehlzeiten hatte, um zur Matura zugelassen zu werden. Laut der österreichischen Rechercheplattform Addendum durchlief Benko Mitte der 1990er Jahre die Schulungen des von Carsten Maschmeyer geführten deutschen Finanzdienstleisters AWD (heute Swiss Life Select).

## Unternehmerischer Werdegang

### Anfangsjahre (bis 2006)

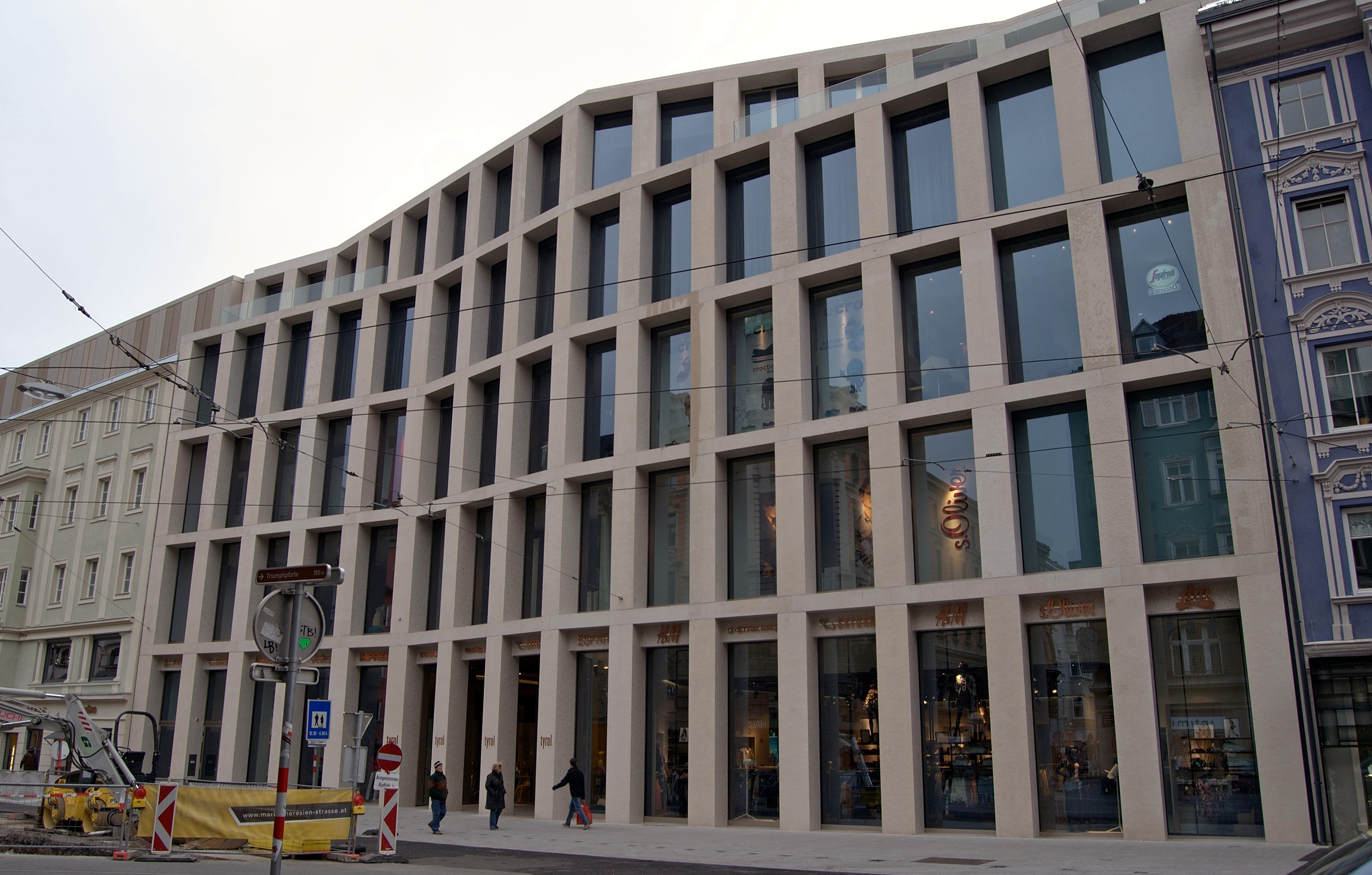
Front Kaufhaus Tyrol, Innsbruck (2010)

Zu Benkos ersten Projekten gehörte – laut Eigenangabe – ab 1995 der Ausbau von Dachböden zu Luxuswohnungen. 1997 erwarb er eine Kaufoption auf Anteile des Wellnesshotels Lanserhof bei Innsbruck, die er gewinnbringend an den Hotelier Christian Harisch verkaufte. 2001 erwarb er als Geschäftsführer das Medicent in Innsbruck mit seinem Geschäftspartner, dem Bauindustriellen Günther Schertler, eine Liegenschaft am Innrain, auf deren Areal unter dem Markennamen „Medicent“ ein Fachärztezentrum realisiert wurde.
2001 gründete Benko gemeinsam mit dem Kfz-Händler Karl Kovarik († 2012 im Alter von ca. 64 Jahren), der sein Kapital 1987 durch den Verkauf der von Leopold Stroh geerbten 134 „Stroh“-Tankstellen an die OMV für kolportierte 300 Millionen Euro erworben hatte, der 26 Millionen Euro Starthilfe leistete, die Immofina Holding. In nächsten Schritten wurden erfolgreich weitere Fachärztehäuser in Österreich eröffnet. 2004 erwarb die Immofina das Kaufhaus Tyrol, das bis 2010 neu errichtet wurde. Die Planung führte David Chipperfield durch. Im Kaufhaus Tyrol befindet sich bis heute das Innsbrucker Büro der Signa Holding. Im Oktober 2004 warb Benko um Anleger für den ersten geschlossenen Immobilienfonds „Signa:01 Property Fund“ der Immofina-Gruppe. Neben weiteren Fonds plante er die Gründung einer Bank für Immobilieninvestments nach Vorbild der Constantia Privatbank. Im Jahr 2005 wurde der Unternehmensbeirat gegründet, der bis heute die Strategie des Unternehmens mitgestaltet, und 2006 die Immofina Holding GmbH in Signa Holding GmbH umbenannt.

### Immobilieninvestments in Deutschland (2006 bis 2012)

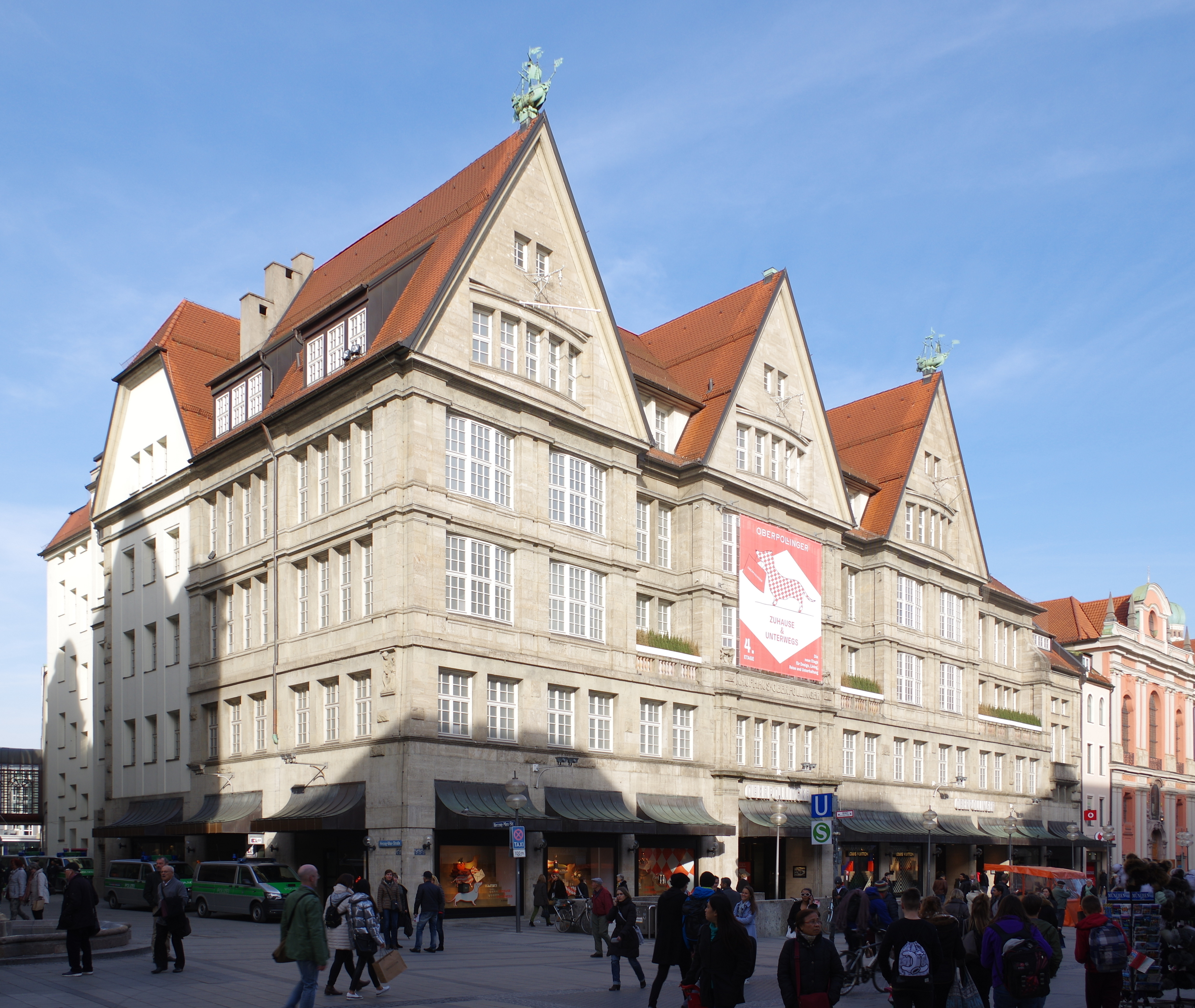
Kaufhaus Oberpollinger, München (2017)

Im Jahr 2007 erfolgte der Ankauf von 16 Immobilien in Innenstadtlagen aus dem Portfolio der BAWAG P.S.K. Zeitlich erfolgte dieser Eigentümerwechsel kurz nach dem BAWAG-Verkauf.
Im Jahr 2008 erwarb Signa Holding die ehemalige Zentrale der Länderbank beziehungsweise Bank Austria Am Hof, heute Hotel Park Hyatt Vienna.
2009 beteiligte sich der griechische Reeder George Economou; er beendete sein Engagement im Jahr 2015.
Hauptgesellschafter der Signa-Holding ist die Familie Benko Privatstiftung mit einem beherrschenden Anteil von 85 Prozent. Ernst Tanner, Verwaltungsratspräsident von Lindt & Sprüngli, hält zehn Prozent und Torsten Toeller fünf Prozent der Anteile seit 2017. Im Jahr 2010 kam das Gebäude der Deutschen Börse in Eschborn zum Portfolio der Signa Holding hinzu. Im Jahr 2011 folgte ein Abschluss mit dem Kaufhaus Oberpollinger in München. Im selben Jahr folgte der Kauf des ehemaligen Hotels Schlössle in Oberlech mit 500.000 Euro für das Vorkaufsrecht an die Gemeinde. Auf dem Grundstück entstand anschließend das Luxushotel Chalet N.
Medienberichten zufolge gründete der israelische Diamantenhändler Beny Steinmetz 2012 mit der Signa Prime Selection ein Joint Venture und ermöglichte somit im Dezember 2012 für rund 1,1 Milliarden Euro den Kauf des Berliner KaDeWe und 16 weiterer Karstadt-Immobilien von dem deutsch-amerikanischen Investor Nicolas Berggruen. Laut Bundeskartellamt wurde die Übernahme am 21. Dezember 2012 zu je 50 Prozent von Signa und der Beny Steinmetz Group beantragt. 2015 trennten sich René Benko und das israelische Unternehmen wieder durch eine Aufteilung des Portfolios.

### Letztinstanzliche Verurteilung wegen Korruption (2014)
Am 2. November 2012 wurden René Benko und sein Steuerberater Michael Passer am Landesgericht Wien wegen „versuchter verbotener Intervention“ (Schmiergeld) zu einer bedingten Haftstrafe von je zwölf Monaten verurteilt. Die Richterin stellte fest, dass Passer 2009 im Auftrag von Benko den früheren kroatischen Premierminister Ivo Sanader kontaktiert und ihm 150.000 Euro angeboten habe, um ein in Italien anhängiges Gerichtsverfahren zu Benkos Gunsten zu beeinflussen.
Das Urteil wurde am 13. August 2013 vom Oberlandesgericht und nach Einreichung einer Nichtigkeitsbeschwerde am 11. August 2014 vom Obersten Gerichtshof bestätigt. Der daraus resultierende Eintrag wurde einige Jahre nach der Verurteilung aus dem Strafregister gelöscht.

### Engagements im Handel (2014 bis 2018)
Benko zog sich offiziell am 18. Juni 2013 aus der operativen Führung der Signa Holding GmbH zurück und übernahm den Vorsitz des Beirates der Signa-Gruppe. 2013 erfolgte die Gründung der neuen Unternehmenssparte Signa Retail.
Durch den Erwerb der Karstadt-Warenhauskette, weiterer Online- beziehungsweise Multi-Channel-Retailer und Kaufangebote für Galeria Kaufhof ist Benkos Signa Holding nicht mehr nur im Bereich des Immobilieninvestments tätig, sondern auch im Handelssektor.

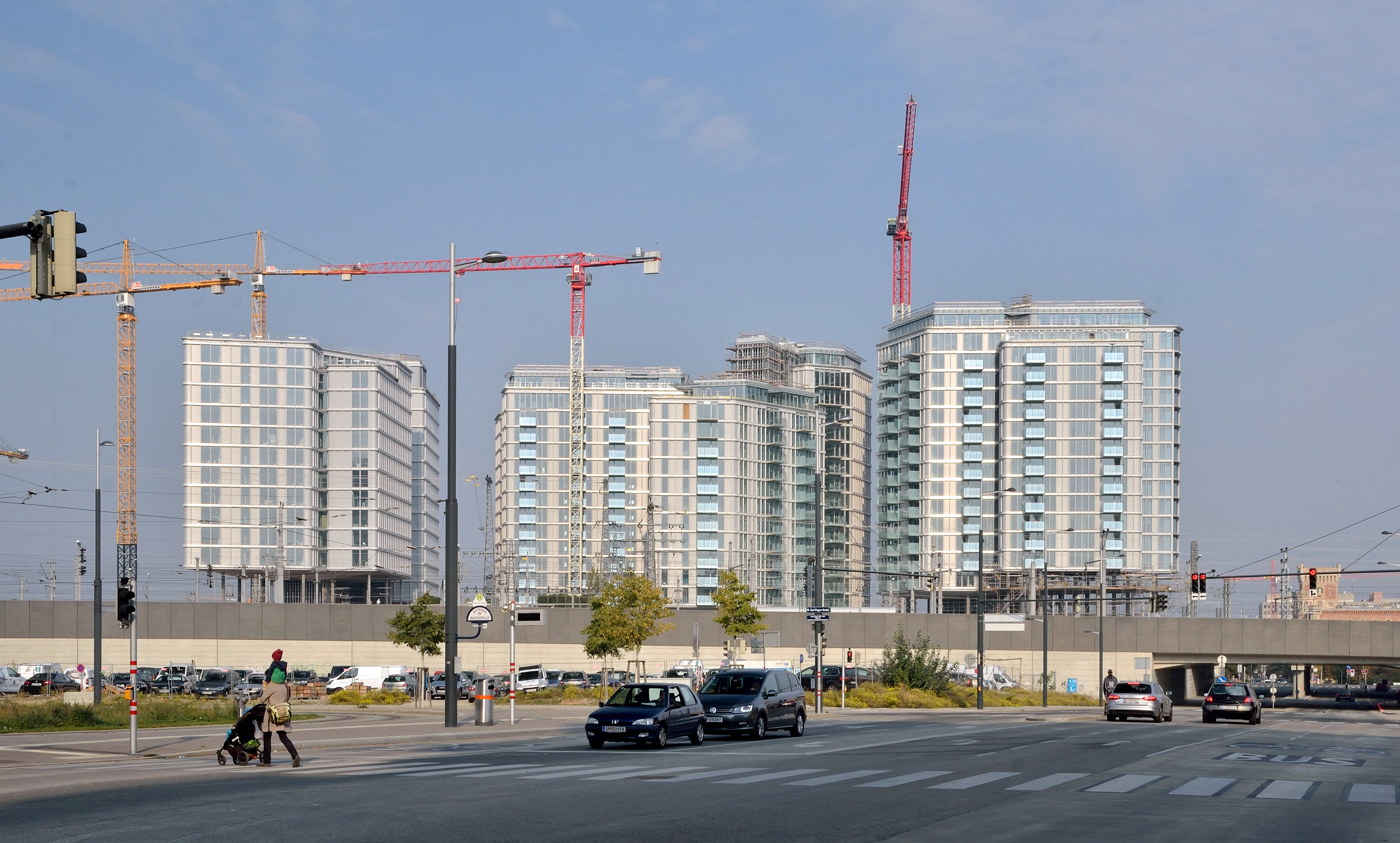
Parkapartments am Belvedere in der Bauphase, Wien (2018)

Im Jahr 2014 wurden einige Immobilienprojekte in Österreich fertiggestellt. Dazu zählten das Goldene Quartier und die Parkapartments am Belvedere in der Nähe des Wiener Hauptbahnhofs. 2015 startete die Unternehmenssparte Signa Retail über die Eataly Distribution Deutschland GmbH ein Joint Venture mit der italienischen Eataly, dem größten Vertreiber von italienischen Konsumgütern weltweit.
Im Jahr 2016 wurde die Genehmigung für das Einkaufszentrum Waltherpark durch eine Volksbefragung in Bozen erteilt. Im selben Jahr wurden die Ermittlungen der Wirtschafts- und Korruptionsstaatsanwaltschaft (WKStA) wegen des Bestechungsverdachts über 500.000 Euro an die Gemeinde Lech aufgrund einer Weisung der Oberstaatsanwaltschaft Wien eingestellt.

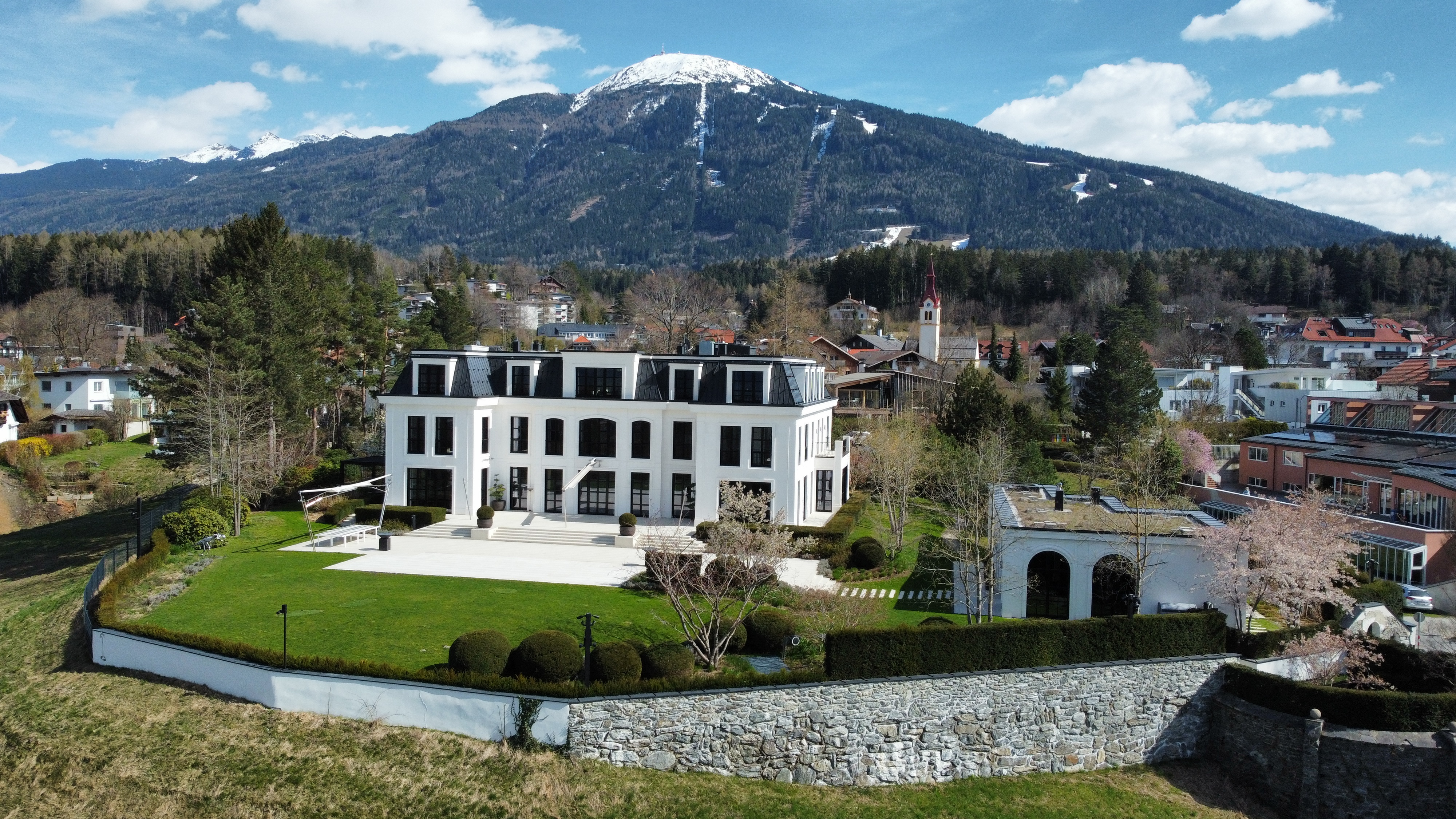
Die Villa in Igls, das ehemalige Schlosshotel

2016 kaufte Benko für 9,25 Millionen Euro das Anwesen Schlosshotel Igls bei Innsbruck samt dem 5000 m² großen Park. Das ursprüngliche Hotel wurde abgerissen und in den darauffolgenden Jahren eine Villa im Südstaatenstil errichtet, wo Benko samt Familie hauptwohnsitzgemeldet war. Die Südstaatenvilla durfte zwar gebaut werden, allerdings müssen Schlossmauer und -wald wegen des Ortsbildschutzes bestehen bleiben. Am 4. Mai 2016 wurde die Schlosshotel Igls Betriebs GmbH & Co KG mit dem Zweck „Betrieb, Erwerb, Verwaltung, Entwicklung, Vermietung und Nutzung und sonstige Verwertung von Liegenschaften, liegenschaftsähnlichen Rechten und Gebäuden“ im Firmenbuch eingetragen. Gesellschafter war die Laura Privatstiftung, Kommanditist war ebenfalls die Laura Privatstiftung und Komplementär ist die Laura Harmonia GmbH. Die Laura Harmonica ist in der Maria-Theresien-Straße 31 in Innsbruck beheimatet. Sie gehört zu 100 % der Laura Privatstiftung. Ende 2023 pfändete die Republik Österreich Benkos Privatvilla. Die Schlosshotel Igls GmbH, der das Anwesen gehört, soll seit 2016 mehr als zwölf Millionen Euro Umsatzsteuer nicht bezahlt haben. Ein Signa-Sprecher nannte die Berichterstattung „falsch und irreführend“.
Das Jahr 2017 war besonders durch Erweiterungen im Onlinehandel, wie die komplette Übernahme von Probikeshop über Internetstores und 70 Prozent der Anteile von Hood.de durch die Karstadt-Mutter Signa, geprägt. Am 29. Dezember wurde der von Benko für 60 Millionen Euro erworbene Kika-Leiner-Flagshipstore in der Wiener Mariahilfer Straße 10–18 auf die Laura Daphne GmbH übertragen, eine Tochtergesellschaft der Laura Privatstiftung, deren Stifter wiederum René Benko und dessen Mutter Ingeborg Benko sind.
Im Juni 2018 kaufte die Signa Holding für 600 Millionen Euro von Bruno Steinhoff über die südafrikanische Steinhoff International Holdings die Möbelketten Kika und Leiner mit etwa 6500 Mitarbeitern. Am 11. September 2018 wurde die Fusion von Karstadt und Kaufhof offiziell bestätigt.
Benko schuf damit einen sogenannten „Warenhausriesen“, wobei künftig an der Signa Retail 49,99 Prozent dem kanadischen Handelskonzern Hudson’s Bay Company (HBC) gehören und 50,01 Prozent der Signa-Holding.
Nach dieser Fusion wurde Benko in den Kreis der „Menschen des Jahres 2018“ der deutschen Tageszeitung Handelsblatt aufgenommen. Roland Berger, seit 2013 Mitglied im Signa-Beirat und Aktionär der Signa Prime, verfasste den Beitrag dazu im Handelsblatt.
Im November 2018 wurde die erste Investition im Medienbereich durch Übernahme von Anteilen an den österreichischen Tageszeitungen Kronen Zeitung (24,5 Prozent) und Kurier (24,22 Prozent) durch die Signa Holding verlautbart. Ab 2018 stand Benko mit der Stadt Hamburg in Verhandlung, im Osten der HafenCity ein Grundstück für 122 Millionen Euro zu erwerben, um auf diesem für rund 700 Millionen Euro ein 245 Meter hohes Gebäude unter dem Namen Elbtower zu errichten. Im August 2022 wurden die Gesamtinvestitionskosten mit rund 950 Millionen Euro angegeben.

### Weitere Übernahmen und Kontroversen (2019 bis 2020)

#### Weitere Zukäufe

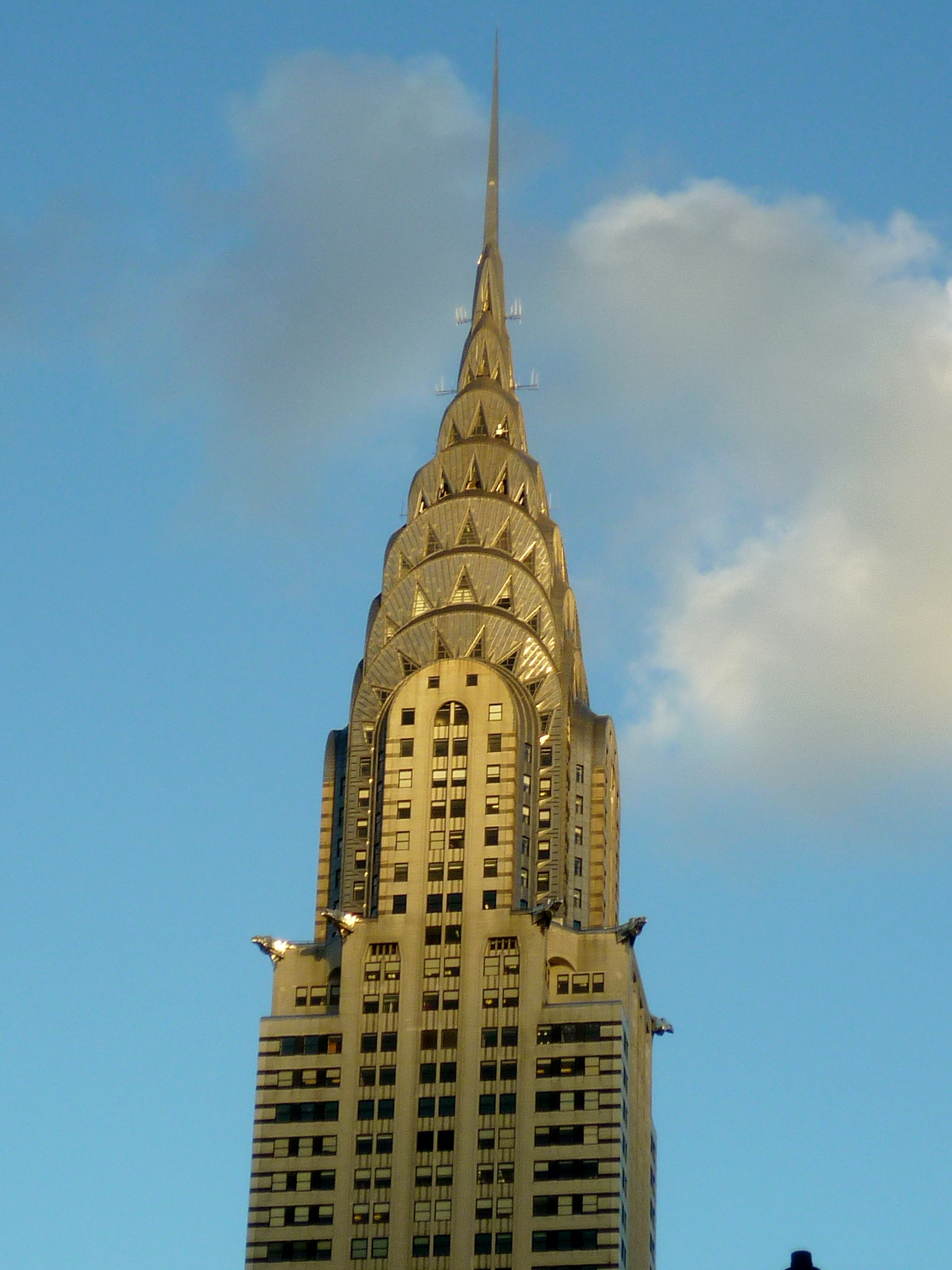
Chrysler Building in Manhattan, New York City

Im März 2019 erwarb die Signa Holding zu gleichen Teilen mit der US-amerikanischen-deutschen RFR Holding von Aby Rosen und seinem Partner Michael Fuchs für 151 Millionen US-Dollar das New Yorker Chrysler Building. Zur selben Zeit wurden in Wolfsburg Pläne der Signa Holding zur Neugestaltung eines Areals südlich und westlich des Wolfsburger Hauptbahnhofs im Stadtbereich Nordkopf vorgestellt; als Investitionssumme wurde ein hoher dreistelliger Millionenbereich genannt. Die Stadt, die Wolfsburg AG, Volkswagen und Signa-Vorstand gaben ihre gemeinsamen Pläne bekannt.
Anfang April 2019 wurde in Südtirol von der Technischen Kommission des Landes „grünes Licht“ für den Verkauf des Flughafens Bozen an ein Unternehmen von Benko, den Bozener Unternehmer Josef Gostner und den Strabag-Chef Hans Peter Haselsteiner gegeben; geplant waren der Ausbau und die Internationalisierung des Flughafens. Im Juni 2019 übernahm Signa Holding die restlichen 49,99 Prozent von Galeria Karstadt Kaufhof (dem Zusammenschluss, der im Jahr 2018 durch die Übernahme der ersten Galeria-Kaufhof-Anteile entstand) aus dem Eigentum der Hudson’s Bay Company. Neben der Übernahme führte die Signa Holding auch weitere Geschäfte im Juni 2019 durch. So veräußerte die Holding den Austria Campus 2 an einen Immobilienfonds der Bayerischen Versorgungskammer. Selbst übernahm die Signa-Sporthandelssparte die Tennis-Pro-Gruppe.
An der Signa Prime Selection erwarb die französische Beteiligungsgesellschaft Société Foncière, Financière et de Participations, die mehrheitlich im Besitz der Peugeot-Familienholding ist, eine 5-prozentige Beteiligung für eine Summe von 186 Millionen Euro. Die Madison International Realty beteiligte sich ebenfalls mit fünf Prozent an der Signa Prime Selection. 2019 startete die weitflächige Verbauung des Innenstadtareals von Bozen im Kontext des von David Chipperfield designten Projekts Waltherpark. Das historische Hotel Bauer Palazzo am Canal Grande in Venedig ging 2020 von dem amerikanischen Hedgefonds Elliott in den Besitz von Benkos Signa über. Im Signa-Portfolio befanden sich 2020 bereits Luxushotels wie das Park Hyatt in der Wiener Innenstadt, das Chalet N in Lech und das Villa Eden Luxury Resort am Westufer des Gardasees. Das Chalet N soll mit einem Mitteleinsatz von 38 Millionen Euro umgebaut worden sein. Die WKStA ermittelt wegen möglichen Förderbetrugs an COVID-Förderungen, weil es Zweifel an der Hotelnutzung gibt und es sich um ein Urlaubsdomizil für Benkos Familie und Freunde gehandelt haben soll.

#### Kontroversen und Verflechtungen mit der Politik
Am 7. April 2019 gab Benko der Tageszeitung Die Presse ein ausführliches Interview zu den Geschehnissen um die Kronen Zeitung und weiteren Reports zu seiner Person. In dem Interview dementierte er jegliche Pläne einer Übernahme von Anteilen der Dichand-Familie an der Zeitung. Außerdem räumte er in dem Interview zwar Pläne ein, die kompletten Anteile der deutschen Funke Mediengruppe an Krone und Kurier zu übernehmen, betonte aber, dass dies nicht die Anteile der Familie Dichand angreifen sollte. Benko sagte, die Redaktionen sollten unabhängig bleiben und mit dem Einstieg ins Mediengeschäft würden ausschließlich wirtschaftliche Motive verfolgt.
Seit der Übernahme der Anteile an der Funke-Mediengruppe, die wiederum Anteile an der Kronen Zeitung und dem Kurier hält, ist die Berichterstattung gegen Benko zumindest in der Kronen Zeitung negativ konnotiert.
In einem im Juli 2017 heimlich gefilmten Video (dem später sogenannten Ibiza-Video), das im Mai 2019 dem Spiegel sowie der Süddeutschen Zeitung zugespielt wurde und die Ibiza-Affäre ausgelöst hat, behauptete der damalige FPÖ-Parteivorsitzende Heinz-Christian Strache, dass Milliardäre wie Benko, Gaston Glock und Heidi Horten sowie der Glücksspielkonzern Novomatic von Johann Graf über einen Tarnverein der FPÖ unter Verletzung der Parteienfinanzierung in Österreich für den Wahlkampf der FPÖ spenden würden. Alle in dem Video als Spender genannten Personen und Unternehmen bestritten dies noch am selben Tag. In seiner Rücktrittsrede am 18. Mai 2019 entschuldigte sich Strache bei Benko und allen anderen im Video genannten Personen beziehungsweise Unternehmen und gab an, dass seine Äußerungen „ein Ausdruck schlichter Prahlerei“ gewesen seien.
René Benko pflegte engen Kontakt zu Österreichs Politik aller Couleur. Alljährlich im November empfing er in Wien bei seinem Törggelen mit Maroni und jungem Wein österreichische Polit- und Wirtschaftsprominenz vom Kanzler abwärts. Langjähriger Stammgast war der Flugliniengründer Niki Lauda. Zu den Gästen zählten – am Beispiel des Jahres 2018 – Kanzler Kurz, Vizekanzler Strache, Nationalratspräsident Sobotka, Altkanzler Gusenbauer, die frühere Vizekanzlerin Riess, die Minister Blümel und Köstinger, Wiens Bürgermeister Ludwig, Stadträtin Sima, die Unternehmer Markus Friesacher, Klemens Hallmann, Marcel Haraszti, Günther Helm, Toni Mörwald, Christiane Wenckheim und Sigi Wolf, der Medienmacher Niki Fellner sowie Gery Keszler, Barbara Meier und DJ Ötzi. Alfred Gusenbauer (ehemaliger österreichischer Bundeskanzler/SPÖ) und Susanne Riess (ehemalige österreichische Vizekanzlerin/FPÖ) bestellte er als Mitglieder des Signa-Beirats. Sebastian Kurz (zweifacher Ex-Kanzler/ÖVP), nach dessen politischer Karriere einer seiner engsten Berater, öffnete ihm unter anderem „die Tür in die Welt der Scheichs“. Sowohl Gusenbauer als auch Kurz stellten Honorarnoten in Millionenhöhe an die Signa Holding. Am 21. Oktober 2020 wurde Benko als Auskunftsperson im Ibiza-Untersuchungsausschuss ausführlich befragt. Zu seiner Beziehung zu Sebastian Kurz gab er an, einander gut zu kennen und sehr zu schätzen. Befragt, warum Alfred Gusenbauer und Susanne Riess im Beitrat saßen, gab er an, dass dies damit zu tun habe, dass diese mit ihm auch privat schon lange sehr gut bekannt waren und ein gewisses privates Vertrauensverhältnis bestand.
Auch zu zahlreichen deutschen Politikern bestanden nahe Verhältnisse – insbesondere zu den Hamburger Bürgermeistern Olaf Scholz und Peter Tschentscher (betr. Elbtower), zu Ministerpräsident Markus Söder und zu Innenminister Joachim Herrmann (betr. mehrere Projekte in München) sowie zu Bundesgesundheitsminister Jens Spahn (betr. Corona-Sperren für Warenhäuser) und zu Staatssekretär Ulrich Nußbaum (betr. Staatshilfen für Galeria Kaufhof Karstadt). Als Lobbyisten waren die früheren Politiker Ole von Beust (Hamburg) und Joschka Fischer (Berlin) für die Signa Gruppe tätig.

### Ansteigende Kritik und wirtschaftliche Schwierigkeiten (2021–2023)
Laut Masseverwalter der Signa Prime Selection sei „das operative Ergebnis, welches 'Aufwertungsgewinne' außer Acht lässt, schon seit 2014 jedes Jahr negativ“ gewesen sein. „Sowohl das sogenannte 'working capital' als auch der 'free cash flow' waren durchwegs negativ“. Das gesamte Geschäftsmodell, so heißt es in einer Klage gegen die liechtensteinische IngBe-Stiftung, sei somit von Aufwertungsgewinnen abhängig gewesen – und von „wirtschaftlich nicht nachvollziehbaren Umgründungsvorgängen“.
Im Frühling 2021 kritisierten Bloomberg und der Westdeutsche Rundfunk regelmäßige Aufwertungen von Immobilien der Signa Holding und damit verbundene Ausschüttungen von Geldern ohne entsprechende Gewinne aus operativen Einnahmen.
Benko verwies auf die Bewertung der Immobilien durch unabhängige Gutachter und die Kontrolle der Wirtschaftsprüfer. Im März 2021 berichtete die Schweizer Handelszeitung im Zuge einer Anklage wegen Geldwäsche gegen ehemalige Vorstände der Zürcher Falcon Private Bank über einen Kredit der Bank in Höhe von 25 Millionen Euro an die Familie Benko Privatstiftung.
Die Falcon Private Bank war auch für einige Monate des Jahres 2016 ein wesentlicher Investor mit einer Beteiligung von über 30 Prozent an der Signa Holding. Im Sommer 2023 warnte die Europäische Zentralbank die beteiligten Geldinstitute, deren Kredite seien möglicherweise nicht ausreichend besichert. Damit war Benkos Kreditwürdigkeit in Frage gestellt.
Im November 2021 gab die österreichische Wirtschafts- und Korruptionsstaatsanwaltschaft (WKStA) bekannt, Benko wegen des Verdachts der Bestechung im Zuge der Causa Chorherr anzuklagen.
Signa wies die Vorwürfe zurück und verwies auf regelmäßige Spenden für Bildungszwecke.
Anfang 2023 erfolgte der Freispruch in diesem Fall.
Ebenso im November 2021 brachten Focus, Tagesanzeiger und Der Standard Berichte über Verbindungen der Signa Retail zum Wiener Sicherheitsunternehmen DSIRF, das über intensive Verbindungen nach Russland verfügt.
Signa bestätigte auf Anfrage die Zusammenarbeit. DSIRF hatte laut Netzpolitik.org einen Staatstrojaner namens Subzero entwickelt.
Im Dezember 2021 berichtete die Wirtschaftswoche über versteckte Geldgeber der Signa Holding. Dazu zählt unter anderem die italienisch-brasilianische Familie Arduini. In diesem Zusammenhang äußerte die Wirtschaftswoche Zweifel an der bis zu diesem Zeitpunkt öffentlich bekannten Machtstruktur der Signa und der Rolle der Privatstiftung René Benkos. Die Online-Retail-Sparte Signa Sports United wurde im Dezember 2021 an die New Yorker Börse gebracht. Laut Bloomberg News brach der Kurs der Aktie innerhalb kurzer Zeit um 25 Prozent ein.
Die Schweizer Handelszeitung bezeichnete den Börsengang als Flop.
Der Wirtschaftsstabilisierungsfonds (WSF) stellte im Jänner 2022 weitere 220 Millionen Euro Staatshilfe in Form einer stillen Einlage der Signa-Retail-Tochter Galeria Karstadt Kaufhof zur Verfügung.
Wirtschaftswoche und Spiegel sprachen in diesem Zusammenhang von einer Kapitulation der deutschen Bundesregierung gegenüber Benko.
Damit bekam Signa knapp 700 Millionen Euro an Staatshilfe (Stand Juli 2022).
In weiterer Folge wurde im Februar 2022 durch einen Bericht im Focus bekannt, dass fast zeitgleich mit Erhalt der letzten Tranche der WSF-Staatshilfe die Signa-Eigentümer, unter anderem die Familie Benko Privatstiftung, sich über die luxemburgische Tochtergesellschaft Galeria Properties 450 Millionen Euro als Dividende ausschütten ließen.
Im März 2022 berichtete das Nachrichtenmagazin Der Spiegel über eine geheime Spenderliste, die Geldflüsse des Südtiroler Rechtsanwalts, Benko-Beraters und Stiftungsvorstands der Benko zugerechneten Laura Privatstiftung Heinz Peter Hager an die Regierungspartei Südtiroler Volkspartei (SVP) in Südtirol dokumentiert. Neben Hager spendete auch der Benko-Investor und Strabag-Großaktionär Hans Peter Haselsteiner 20.000 Euro an die SVP. Hager bestätigte gegenüber dem Spiegel die Zahlungen, Benko dementierte, davon Kenntnis gehabt zu haben.
Im April 2023 berichtete Der Spiegel über die Bemühungen Benkos, seine wichtigsten Immobilien abzustoßen, um frische Liquidität zu bekommen. Auch die Beratungstätigkeit des ehemaligen österreichischen Bundeskanzlers Sebastian Kurz für die Signa-Gruppe wurde in dem Bericht thematisiert.
Den Angaben mehrerer Medien zufolge verringerte Benkos Immobiliengesellschaft Signa Prime den Buchwert ihres Portfolios im Jahr 2022 um 1,16 Milliarden Euro.
Dies entspricht etwa 6 Prozent des Gesamtwertes von 20,4 Milliarden Euro. Trotz der Abwertung hat das Unternehmen einen Nettogewinn von 90 Millionen Euro im Jahr 2022 erwirtschaftet.
Der Abwertung stehen eine Reserve von rund einer Milliarde Euro und langfristige Zinsbindungen gegenüber.
Laut dem Nachrichtenmagazin News verbuchten die Signa Holding 2022 einen Verlust von rund 500 Millionen Euro und die Signa Retail Selection mit Sitz in der Schweiz einen Verlust von 1,39 Milliarden Euro.

### Zusammenbruch der Gruppe und Insolvenz als Einzelunternehmer (ab 2023)
Benko trat am 8. November 2023, nachdem dies von den wichtigsten Signa-Gesellschaftern u. a. Tom Kostric gefordert worden war, von seinem Amt als Beiratsvorsitzender der Signa Holding zurück und sollte seine Stimmrechte im Beirat an den mit der Sanierung beauftragten Arndt Geiwitz übergeben. Am 29. November 2023 meldete die Signa Holding Insolvenz an. Ihr folgten mehrere Tochtergesellschaften. Benko kündigte an, einen Teil seines Vermögens im Rahmen der Insolvenzverfahren einzubringen. Dazu gab er eine Garantieerklärung über das Einbringen von drei Millionen Euro ab, von denen er zwei Millionen erlegte. In einem ORF-Fernsehinterview vom 24. Jänner 2024 erklärte einer der Hauptgesellschafter der insolventen Signa Holding, Hans Peter Haselsteiner, Benko habe, obwohl „seit Jahren kein formales Amt mehr im Signa-Konzern“ innehabend, dennoch „die Zügel in der Hand“ gehabt und „sehr wohl in Managemententscheidungen eingegriffen“ bzw. sei dieser informiert gewesen.
Er habe seine Geschäftsführer angewiesen. Deshalb sei Benko auch „verantwortlich wie ein Geschäftsführer“. Benkos Jahresgage bei der Signa Holding hat im Jahr 2019 fast 26 Millionen Euro betragen.
Ende Jänner 2024 stellte die Republik Österreich einen Insolvenzantrag gegen Benko.
Damit sollte sichergestellt werden, dass kein Gläubiger bei den Insolvenzabwicklungen bevorzugt wird. Die Finanzprokuratur hat sich daran gestoßen, dass Benko bei der Signa Geld zwei Millionen Euro von drei in Aussicht gestellten eingeschossen hat, seine eigenen Steuernachzahlungen aber stunden möchte. Anfang März 2024 stellte Benko beim Landesgericht Innsbruck einen Antrag auf ein Insolvenzverfahren als Einzelunternehmer. Am 8. März 2024 eröffnete das Landesgericht Innsbruck ein Konkursverfahren über das Vermögen von René Benko. Er selbst hatte einen Eigenantrag auf Eröffnung eines Sanierungsverfahrens ohne Eigenverwaltung gestellt. Das Gericht lehnte den Antrag ab, da das wesentliche Element, der Sanierungsplanantrag, fehlte. 12 Millionen Euro fordert der Staat Österreich an entgangenen Abgabeansprüchen in Zusammenhang mit seiner Privatvilla. Als Masseverwalter wurde Andreas Grabenweger bestellt.

### Fortsetzung eines aufwendigen Lebensstils
Vor und während des Insolvenzverfahrens und nach dem Verlust von tausenden Arbeitsplätzen (in Deutschland bei Galeria Kaufhof, in Österreich bei Kika/Leiner) setzte der Unternehmer seinen aufwendigen Lebensstil weitgehend fort. Zwar befinden sich fast alle seiner Firmen in Konkurs, wurden Yacht und Privatjet veräußert, lebt er offiziell am Existenzminimum, doch wohnen René Benko und seine Familie nach wie vor mietfrei in der schlossähnlichen Villa in Innsbruck-Igls, samt Personal und Sicherheitsdiensten. Die monatlichen Mietkosten betragen 238.500 Euro und werden offiziell von seiner Mutter, indirekt von der Laura Privatstiftung und der liechtensteinischen Ingbe-Stiftung getragen. Unmittelbar nach dem ersten Insolvenzantrag reiste Benko zum Shopping nach Barcelona, damals noch im Privatjet. Im August 2024 wurde der Pleitier in einem blauen Motorboot im Schätzwert von 95.000 Euro am Gardasee fotografiert, am 7. Oktober 2024 wurde er in der Innsbrucker Innenstadt in einem Mercedes G63 AMG gefilmt, einem Geländewagen der Preisklasse um 350.000 Euro. Im Herbst wurde auch ein luxuriöser Jagdausflug mit Freunden am Stüblergut fotografiert, einem Jagdrevier in der Steiermark, welches er einst um 30 Millionen Euro erworben hatte. Zu Benkos Jagdgästen zählte der Tiroler Landeshauptmannstellvertreter Georg Dornauer, der nach dem Eklat zurücktreten musste. Im Dezember 2024 wurde bekannt, dass die Privatgarderobe von René Benko von der Familie zum Preis von 77.000 Euro aus der Konkursmasse herausgekauft wurde, um die Versteigerung zu unterbinden. Auch ein Rückkauf bereits gepfändeter Objekte soll laut WKStA durch Strohmänner erfolgt sein. Beispielsweise soll der frühere Pilot seines Privatjets, heute Stiftungsvorstand der Laura Privatstiftung, persönlich ein zuvor versteigertes Boot Benkos abgeholt haben.
Andreas Grabenweger, der Zwangsverwalter in Benkos Privatkonkurs, bezog mehrfach öffentlich Stellung. Beispielsweise kritisierte er die widerrechtliche Nutzung des Motorbootes: „Es musste jedem Beteiligten klar sein, dass ab der Insolvenzeröffnung das Boot nicht mehr in Betrieb zu nehmen war“. Er beschrieb die Reduktion des offiziellen Einkommens, sodass der Konkursmasse nur 450 Euro monatlich zufließen, kritisierte die mangelnde Kooperation Benkos im Verfahren und das Heer an Anwälten, „die sich normalerweise niemand leisten könnte“. Weiter: „Persönlich finde ich das ungeheuerlich. Diesen Protz trotz aller Forderungen, trotz der Insolvenzen, trotz des Scheiterns der Signa-Gruppe einfach ungeniert weiterzuleben.“

### Europäischer Haftbefehl, Festnahme und Beschuldigungen
Am 3. Dezember 2024 wurde bekannt, dass die Oberstaatsanwaltschaft von Trient gegen René Benko einen Europäischen Haftbefehl ausgestellt hat und dass sie gegen 77 Personen wegen Bildung einer kriminellen Vereinigung, Manipulation von Ausschreibungen, unrechtmäßiger Parteienfinanzierung und unzulässiger Einflussnahme ermittelt. Auch Betrug, unrechtmäßiger Bezug von Staatsleistungen, Steuerverstöße, die Ausstellung von Rechnungen für nicht durchgeführte Leistungen sowie eine Reihe von Straftaten gegen die öffentliche Verwaltung – darunter Korruption, unzulässige Veranlassung zu Handlungen von Amtsträgern, Offenlegung von Amtsgeheimnissen und Unterlassung von Amtshandlungen – sind mögliche Anklagepunkte. Es wurden zahlreiche Hausdurchsuchungen durchgeführt und Haftbefehle gegen acht Beteiligte ausgestellt. Im Zentrum der Ermittlungen stehen neben René Benko der Südtiroler Wirtschaftsprüfer und Unternehmer Heinz Peter Hager und Cristina Santi, die Bürgermeisterin von Riva del Garda. Hager und Santi wurden unter Hausarrest gestellt, René Benko wurde von der Landespolizeidirektion Tirol einvernommen, blieb jedoch vorerst auf freiem Fuß. Laut dem Standard geht es vorrangig um den Verdacht, es seien öffentliche Amtsträger bestochen worden, um Konzessionen für Immobilienprojekte zu erlangen. Die italienischen Ermittler legen Benko zur Last, er habe in Oberitalien „mafiöse Strukturen“ aufgebaut. Seit Mitte April 2024 ist bekannt, dass gegen Benko persönlich ermittelt wird.
Am 23. Jänner 2025 wurde René Benko aufgrund einer Anordnung der WKStA „wegen Verdunkelungsgefahr und Tatbegehungsgefahr“ in seinem Büro im Kaufhaus Tyrol festgenommen. Der Beschuldigte wurde von der örtlichen Polizei einvernommen und noch am selben Tag in die Justizanstalt Wien-Josefstadt überstellt. Das Landesgericht für Strafsachen Wien verhängte am 24. Jänner Untersuchungshaft für vorerst 14 Tage, welche am 31. Jänner und am 27. Februar 2025 vom Gericht aus den gleichen Haftgründen verlängert wurde. Die Haftprüfung im Februar führte das Gericht zu dem Beschluss, dass Tatbegehungsgefahr weiterhin gegeben sei. Den Haftgrund der Tatverdunkelungsgefahr sah das Gericht bei dieser Prüfung nicht mehr gegeben. Für eine Untersuchungshaft muss neben dem dringenden Tatverdacht mindestens ein weiterer Haftgrund gegeben sein. René Benko soll Gesellschafter der Signa Holding GmbH zu weiteren Investments im Rahmen einer Kapitalerhöhung in die Gesellschaft verleitet haben, dies unter dem Vorwand selbst durch die Familie Benko Privatstiftung ebenfalls Geld zuzuschießen. Dabei soll René Benko die Investments der getäuschten Gesellschafter zum Teil durch Überweisungen über mehrere Unternehmen hinweg schlussendlich als seinen eigenen Beitrag zur Kapitalerhöhung ausgegeben haben. Weiters steht René Benko im Verdacht der Untreue, weil die Signa Holding GmbH eine luxemburgische Beteiligungsgesellschaft samt der dazugehörigen Gardasee-Villa (Villa Eden Gardone) an die liechtensteinische Ingbe-Stiftung ohne ausreichenden Gegenwert verkauft haben soll. René Benko soll auch unter anderem faktischer Machthaber und wirtschaftlich Berechtigter der Laura Privatstiftung sein und dies im Rahmen seiner Insolvenz als Einzelunternehmer verheimlicht haben. Er habe damit Vermögenswerte verschleiert und das in der Stiftung vorhandene Vermögen weiterhin dem Zugriff von Behörden, Masseverwaltern und Gläubigern entzogen. Weiters soll René Benko Vermögenswerte, wie z. B. hochpreisige Waffen, Uhren und anderes verborgen bzw. ohne angemessene Gegenleistung veräußert und dadurch die Befriedigung von Gläubigern verhindert bzw. geschmälert haben.
Die Untersuchungshaft wurde in der Haftprüfungsverhandlung am 26. Juni 2025 vom Landesgericht verlängert. Das Gericht sah neben dem dringenden Tatverdacht den Haftgrund der Tatbegehungsgefahr weiterhin gegeben. Amtswegig muss die nächste Haftprüfungsverhandlung spätestens am 26. August 2025 stattfinden, wenn nicht vorher ein Enthaftungsantrag gestellt wird. Am 15. Juli 2025 wurde Benko durch die Wirtschafts- und Korruptionsstaatsanwaltschaft in Wien angeklagt.  Österreichs Justiz beschuldigt ihn, bei der Insolvenz Vermögenswerte beiseitegeschafft zu haben; Benko droht eine Haftstrafe.

### Vermögensverschiebungen
Als Gründe für den Zusammenbruch seines Imperiums sieht der Freundeskreis Benkos „steigende […] Zinsen, Energiepreise und Baukosten“, während ehemalige Investoren und Förderer Benkos – Eugster, Haselsteiner, Kühne, Tanner, Toeller sowie die Staatsfonds von Abu Dhabi und Saudi-Arabien – Untreue, Betrug und Täuschung zwecks eines luxuriösen Lebensstils und Bereicherung zugunsten seiner Familie als die vorrangigen Ursachen für Konkurse und Insolvenzen halten. Benkos Schwiegermutter äußerte, dass dieser größenwahnsinnig geworden sei: „Ihm ist das ganze Geld zu Kopf gestiegen“. Dokumente belegen, dass er auch nach seinem Konkurs im März 2024 „tief in das operative Geschäft involviert war – […] obwohl er keine offizielle Funktion mehr innehatte“. Ein Ex-Chefcontroller bezeichnete ihn gegenüber der WKStA als „Alleinherrscher“ – auch über die Stiftungen.
Die Kronen Zeitung und das Magazin NEWS berichten seit 2023 regelmäßig über die Vermögensverschiebungen. Deren Investigativjournalisten Rainer Fleckl und Sebastian Reinhart beschreiben in ihrem Buch Inside Signa Benkos unbedingten Willen, „Geld zu verdienen, um ein besseres Leben führen zu können, frei nach dem Motto: Koste es, was es wolle.“ Die Stiftungen dienten über viele Jahre „offenbar auch als ein Instrument der Verschleierung im undurchschaubaren Signa-Konzern“, so Reinhart. Wer genau wann welche Stimmrechtsanteile und damit Entscheidungsgewalt bei Signa hatte, soll bis kurz vor Insolvenzbeginn nicht einmal den wichtigsten Co-Investoren tatsächlich nachvollziehbar gewesen sein. Das Hauptaugenmerk der Journalisten wie der ermittelnden Strafrechtsbehörden liegt auf Immobilien am Gardasee, die sprichwörtlich in letzter Minute in Sicherheit gebracht worden sein sollen:
- Die Existenz der Arual Stiftung in Liechtenstein wurde erst im April 2024 von Fleckl/Reinhart aufgedeckt. Sie ist – neben Gold und Bargeld – auch Besitzerin der Villa Ansaldi in Sirmione, am Südufer des Gardasees gelegen. Dazwischen geschaltet ist eine luxemburgische Firma zwecks Verschleierung der Besitzverhältnisse. Im Garten dieser Villa wurde 2017 der 40. Geburtstag Benkos feudal gefeiert.
- Erst im August 2023 sollen jene Gesellschaften, denen die „prestigeträchtigen Liegenschaften am Gardasee, die Villen am Gardasee gehörten“, in die Ingbe-Stiftung verschoben worden sein, so der Masseverwalter der Signa Holding, Christof Stapf.[173] Es handelt sich um sieben Villen im Luxussegment in Gardone Riviera, Ende 2024 an den Schweizer Unternehmer Hans-Ulrich Lehmann verkauft.[174]

### Fluchtgefahr
Anlässlich der dritten Haftprüfung argumentierte die WKStA nicht nur mit Tatbegehungsgefahr, sondern erstmals auch mit Fluchtgefahr. Aufgrund der hohen Geld- und Goldreserven in beiden Liechtensteinischen Stiftungen und dem Verkauf von 360 Kilogramm Gold im März 2025 seitens der Ingbe-Stiftung bestehe die Gefahr, dass sich der Verdächtige jederzeit mit einem Privatjet absetzen könne. Die Ermittler orteten einen „enormen Anreiz zur Flucht“. Benko lege „auffallend wenig Achtung gegenüber dem Vermögen anderer an den Tag“, verfüge über „ganz erhebliche kriminelle Energie“ und neige „geradezu habituell zur Täuschung“. Das Gericht sah in seiner Haftprüfung am 7. April 2025 die Fluchtgefahr nicht als Haftgrund.

## Restvermögen
Nach Angaben des österreichischen Wirtschaftsmagazins Trend betrug sein Vermögen im Jahr 2014, zum Zeitpunkt der Übernahme von Karstadt, noch rund 850 Millionen Euro. 2018 ermittelte Trend rund 3,1 Milliarden Euro und Benko wurde auf Platz 8 der Liste der reichsten Österreicher gesetzt. 2019 schätzte Forbes sein Vermögen auf 4,9 Milliarden Dollar, was weltweit Rang 365 bedeutete. Forbes schätzte 2021 Benkos Vermögen auf 5,6 Milliarden Dollar, was ihn zum damals drittreichsten Österreicher machte und weltweit Rang 496 einnehmen ließ. 2023 wurde Benko nicht mehr in der Liste geführt. Folgende Werte waren im Jahr 2025 mutmaßlich noch vorhanden:
- Privatjet und Yacht: Der Wert des geleasten Privatjets der Signa Holding, einer Bombardier Global 6000 mit dem Luftfahrzeugkennzeichen OE-IRB[183][184], ist in den Unterlagen der Laura-Privatstiftung zuletzt mit 16 Millionen angegeben worden.[185] Die Firma Laura Ariadne betrieb den Jet, der offiziell der Signa Holding gehörte. Den Verlust daraus wollte Benko von der persönlichen Einkommensteuer in Abzug bringen.[186] Ein zweiter Flieger, eine Cessna XLS, wurde von Christof Stapf, dem Masseverwalter der Signa Holding, verwertet und brachte 5,3 Millionen Euro für die Masse ein.[187] In der Laura Privatstiftung ist auch die Luxusyacht Roma des Unternehmers verortet. Sie wurde in Folge der Insolvenzen zum Kauf mit einem angepeilten Preis von 40 Millionen Euro angeboten.[188]

- Kunst: Die Nachrichtenmagazine News und Spiegel berichteten im November 2023 erstmals über die Sammlung René Benko, die zum Vermögen der Laura Privatstiftung zählt und deren Wert auf 30 Millionen Euro taxiert wurde. Die bekanntesten Werke der Sammlung sind das Gemälde L‘Étreinte (Die Umarmung; 1969) von Pablo Picasso, 2021 bei Christie’s in London für circa 17 Millionen Euro ersteigert, und ein Selbstporträt aus dem Jahr 1988 von Jean-Michel Basquiat, 2021 für 11 Millionen Euro gekauft. Auch Arbeiten von Hermann Nitsch und Andy Warhol sind in der Sammlung vertreten. Beraten wurde Benko vom deutsch-amerikanischen Unternehmer Aby Rosen.[189] Die Kaufpreise wurden von Experten als hoch bis zu hoch eingestuft.[190] Die NZZ kommentierte lakonisch: „Auch mit Kunst verspekuliert“.[191] 2023 begann der Abverkauf.[192][193] Das Basquiat-Selbstporträt soll sich inzwischen in der liechtensteinischen Ingbe-Stiftung befinden, der Picasso wurde vom Auktionshaus Sotheby’s mit erheblichem Verlust – um 10,68 Millionen Euro – in einem „Private Sale“ verkauft.[194][195]

- Gold: Die nach seiner Mutter benannte Stiftung, die Ingbe-Stiftung mit Sitz in Liechtenstein, soll zumindest zeitweise Gold im Wert von 45 Millionen Euro in der staatlichen Liechtensteinischen Landesbank, der fürstlichen LGT und der VP Bank gelagert haben. Das berichtete die Kronen-Zeitung. Zusätzlich seien in Liechtenstein Millionensummen an Bargeld in Safes und auf Konten untergebracht gewesen.[196]

- Pferde: Zwischen März und Juli 2023 kaufte die Laura Privatstiftung im Auftrag von René Benko zwei Springpferde, die im Stall von Ludger Beerbaum untergestellt sind und vom deutschen Olympiastarter Christian Kukuk geritten werden – den Hengst Chageorge und die Stute Just be Gentle. Der Preis für beide Pferde betrug insgesamt 4,76 Millionen Euro.[197]

- Autos: Am 13. April 2023 wurde von der Signa Holding für seine Frau Nathalie Benko ein Lamborghini Urus Performante, 666 PS, in speziellem Grünton (Aufpreis: 10.600 Euro) und mit einem Bang-&-Olufsen-Soundsystem (Aufpreis: 5.798 Euro) angekauft. Der Kaufpreis soll insgesamt 480.000 Euro betragen haben, zu einem Zeitpunkt, als die Signa Holding laut späterem Deloitte-Gutachten bereits seit viereinhalb Monaten insolvent war und eine Reihe von Gläubigern nicht mehr befriedigen konnte.[198][199] Bis zur Privatinsolvenz verfügte René Benko über einen silbergrauen Porsche 911 Speedster einer auf 1948 Stück limitierten Serie, Wert rund 400.000 Euro. Der Wagen war auf ihn angemeldet und wurde mutmaßlich im Juni 2024 aus dem Gelände der Villa in Igls von den österreichischen Behörden konfisziert. Der Verwertung stehen zwei Hindernisse entgegen: Der Sportwagen ist auf die Laura Bacchus GmbH umgemeldet, diese Firma hat auch 150.000 Euro im Gegenzug an René Benko überwiesen. Zweitens verbieten oftmals Verkaufsklauseln, die limitierten Stücke zu veräußern.[200][201] René Benko konnte zudem zumindest bis zu seiner Verhaftung über zwei Automobile der Marke Ferrari im Gesamtwert von 5,3 Millionen Euro verfügen – einen F40 und einen LaFerrari Hybrid mit 963 PS. Diese Luxusautos finden sich in der Vermögensaufstellung der Laura Privatstiftung.[202]

- Uhren und Waffen: Um die Befriedigung seiner Gläubiger zu schmälern soll er seine Uhr, einen Nautilus Chronographen von Patek Philippe im Wert von 90.000 Euro, konsequent verborgen haben. Die WKStA stellte in ihrer Festnahmeanordnung in den Raum, dass der Verbleib von neun Armbanduhren im Gesamtwert von 388.000 Euro „fraglich“ sei.[146] René Benko war passionierter Jäger. Er soll versucht haben, drei hochpreisige Schusswaffen dem Zugriff von Behörden, Masseverwaltern und Gläubigern zu entziehen. Er soll weiters nachträglich eine Rechnung hergestellt, somit Beweismittel gefälscht haben.[203] Aus dem Jahr 2019 sind Waffen einer exklusiven Kärntner Manufaktur verbürgt, zum Teil mit „Gravur und reichlich Goldeinlagen“.[204] Es sollen neun Waffen auf seinen Namen registriert gewesen sein.[204]

- Sicherheitsdienste: Aufgrund der subjektiv empfundenen Gefährdungslage ließ sich René Benko – bis zu seiner Verhaftung – auf Schritt und Tritt von Sicherheitspersonal begleiten. Die Kosten dafür betrugen knapp 44.000 Euro im Juni 2023, knapp 29.000 Euro im Juli 2023.[204]

- Immobilien der Ehefrau: Nathalie Benko hat mehrfach betont, in die Geschäfte ihres Ehemannes nicht involviert zu sein.[205] Sie ist jedoch Besitzerin zweier Villen auf der spanischen Mittelmeerinsel Ibiza. Eine der Villen, in Santa Eulària des Riu, wurde im Mai 2022 um 7,7 Millionen Euro zuzüglich 800.000 Euro Nebenkosten erworben. Das Anwesen im Ortsteil Jesus besteht aus 10.000 Quadratmetern Grund bei einer bebauten Fläche von 524,05 Quadratmetern. Für Kauf und Renovierung der Villa soll Frau Benko Darlehen der Laura Privatstiftung in Höhe von 5,4 Millionen Euro erhalten haben. Als Träger dient die NB Immo Ibiza II SL.[206][207]
- Unterirdische Badelandschaft: Unterhalb seiner Residenz in Innsbruck-Igls hatte René Benko laut Bild eine ungewöhnliche Badelandschaft errichten lassen, einen Nachbau der Blauen Grotte auf der Insel Capri. Kostenpunkt von mehr als 2.000 Quadratmetern Kunstfelsen: zwei Millionen Euro. Nachdem sich die Villa im Besitz der Laura Privatstiftung befindet, kann auch der Nachbau der Blauen Grotte nicht gepfändet werden.[208]
- Zweite Villa in Innsbruck: Nach der Verhaftung von René Benko zog seine Familie Anfang März 2025 aus der Villa White House in Igls aus. Der bisherige Wohnsitz der Familie sollte nach Plänen der Benko-Familie zu einem Wellness-Hotel umgebaut werden, mit der Blauen Grotte als Attraktion.[209] Der Innsbrucker Bürgermeister Johannes Anzengruber schloss eine derartige Umwidmung jedoch auf Medienanfrage aus.[210] Anlässlich der Übersiedlung wurde bekannt, dass noch eine zweite Villa in Innsbruck besteht, die ebenfalls einer Benko-Stiftung gehört und deren Miete im Oktober 2023 vorsorglich für vier Jahre im Voraus beglichen wurde. Die Villa hat eine Größe von 385 m², eine repräsentative Terrasse und einen Garten im Umfang von rund tausend Quadratmeter. Die Mietvorauszahlung betrug 360.000 Euro, der Mietvertrag lautete ursprünglich auf René und Nathalie Benko.[211]
- Privatstiftungen: Benko hat mindestens zwei Privatstiftungen mit Sitz in Innsbruck errichtet: die Familie Benko Privatstiftung und die Laura Privatstiftung, welche Firmenbeteiligungen und Immobilien besitzt[212] und den Namen seiner Tochter trägt. Die Familie Benko Privatstiftung verfügte laut dem Jahresabschluss zum 31. Dezember 2022 über Bar-Guthaben bei Banken in Höhe von 0,6 Millionen Euro. Im Jahr davor waren es noch 8,3 Millionen Euro gewesen. Ende 2022 schuldete die Privatperson Benko dieser Stiftung 21 Millionen Euro.[213] Benko hat 2023 den Stiftungszweck ändern lassen.[214] Die Laura Privatstiftung hatte laut Jahresabschluss 2022 1,8 Millionen Euro in Bar zur Verfügung. Im Jahr davor waren es 31,2 Millionen Euro. Am 28. März 2024 stellte die an der insolventen Signa Holding beteiligte Familie-Benko-Privatstiftung am Innsbrucker Landesgericht einen Insolvenzantrag. Zum Antragsvorgang KSV1870 gab die Stiftung Verbindlichkeiten in Höhe von 854 Millionen Euro an, denen Aktiva in Höhe von 21 Millionen Euro gegenüberstehen.[215] In Liechtenstein bestehen zwei weitere, mit Benko im Zusammenhang stehende Stiftungen – die Ingbe-Stiftung, benannt nach seiner Mutter, und die Arual Stiftung, entdeckt im April 2024. Liest man den Stiftungsnamen Arual rückwärts, ergibt sich „Laura“ – der Name von Benkos Tochter. Stifterin der Arual ist die Laura Privatstiftung und besitzt – über mehrere Zwischengesellschaften – die Villa Ansaldi am Gardasee. Laut Recherchen von News und Kronen Zeitung haben René Benko und seine Steuerberatung, die TPA-Gruppe, in einem Geheimdokument für den Konkursfall der Laura Privatstiftung Vorsorge getroffen. In diesem Falle solle nicht mehr die Laura Privatstiftung begünstigt sein, sondern „natürliche Personen“.[216]

## Anklage
Die Wirtschafts- und Korruptionsstaatsanwaltschaft erhob im Verfahrenskomplex Signa Anklage gegen René Benko wegen betrügerischer Krida (§ 156 Abs. 1, Abs. 2 StGB). Die WKStA wirft René Benko vor, im Rahmen seiner Insolvenz als Einzelunternehmer die Befriedigung von Gläubigerforderungen verhindert bzw. geschmälert zu haben, indem er Vermögenswerte beiseitegeschafft haben soll. Ende Juni 2024 fanden vor dem Hintergrund des Verdachts, dass Benko Vermögen verborgen haben soll, Durchsuchungen von Privatimmobilien von Benko und Signa-Gebäuden statt. Konkrete Tatvorwürfe sind
- eine Schenkung von 300.000 Euro an Angehörige sowie
- eine Miet- und Betriebskostenvorauszahlung in Höhe von rund 360.000 Euro für die Anmietung einer Villa in Innsbruck-Hungerburg, die wirtschaftlich und sachlich unvertretbar gewesen sein soll.

Beide Tathandlungen erfolgten laut WKStA bereits unter dem Eindruck zunehmender Zahlungsschwierigkeiten und absehbarer Konkurseröffnung. Der anklagegegenständliche Schadensbetrag beläuft sich damit auf rund 660.000 Euro. Die Klage wurde beim Landesgericht Innsbruck eingebracht. Der Strafrahmen beträgt ein bis zehn Jahre Freiheitsstrafe.

## Weitere strafrechtliche Ermittlungen

### Wirtschafts- und Korruptionsstaatsanwaltschaft
Laut Presseberichten von Ende Juni 2025 ermittelt die Wirtschafts- und Korruptionsstaatsanwaltschaft (WKStA) zu weiteren elf Tatvorwürfen, davon vier, die bislang der Öffentlichkeit nicht bekannt waren:
- Gewährung eines wirtschaftlich nicht vertretbaren Darlehens über 17 Millionen Euro für einen Hauskauf an einen früheren Signa-Berater und Beiratsvorsitzenden der Signa Holding in der Schweiz, somit Verdacht der Untreue gegen Benko, weiters gegen den Verantwortlichen der Signa Holding und gegen den Begünstigten, Dieter Berninghaus.[221]
- Gläubigerbegünstigung wegen bevorzugter Tilgung eines 15-Millionen-Kredits der Signa Prime Selection (SPS) an die Kreditgeberin, die IngBe-Stiftung in Liechtenstein, obwohl die SPS zu diesem Zeitpunkt bereits insolvent gewesen sein soll.
- Untreue wegen Vermietung des Chalet N an Benko und die Signa-Gruppe unterhalb der Selbstkosten, wodurch der Eigentümergesellschaft ein Schaden von 1,5 Mio. Euro verursacht worden sein soll.
- Mutmaßlicher Käuferbetrug in Wien beim Projekt „Wohnen am Belvedere“ wegen überhöhter Kaufpreise. Dieser Ermittlungsstrang betrifft bislang nur einen früheren Signa-Mitarbeiter, nicht Benko selbst.[222]

Schon länger wird wegen folgender Delikte ermittelt:
- Täuschung der Investoren bei der Kapitalbeschaffung durch "Geldkarussel". In Österreich wurde eine Sonderkommission im Auftrag der WKStA aufgrund des Verdachts von Vermögensdelikten wie Untreue und Betrug ins Leben gerufen.[223] Es soll festgestellt worden  sein, dass René Benko nicht mehr imstande gewesen sein soll, neues Kapital einzubringen, dies aber seinen Geschäftspartner vorgespielt haben soll, in dem er deren neue Einlagen über mehrere Firmen im Kreis schickte und sie dann als seine Einlage ausgab.[224]
- Untreue beim Verkauf der Villa Eden Gardone (Italien). Die Signa Holding soll kurz vor dem Konkurs eine Beteiligungsgesellschaft inklusive der Gardasee-Villa an die Ingbe-Stiftung in Liechtenstein ohne entsprechenden Gegenwert verkauf haben.[224]
- Investmentbetrug (München). Der saudi-arabische Staatsfond soll durch Benko und Ex-Kanzler Sebastian Kurz zum Erwerb von Anleihen veranlasst worden sein. Die Mittel floßen allerdings nur zu einem Teil dem gescheiterten Projekt Franz am Münchner Bahnhofsplatz zu, sondern sollen zweckwidrig verwendet worden sein. Zweiter Geschädigter ist mutmaßlich der in Abu Dhabi beheimatete Staatsfonds Mubadala Investment. Am 20. Dezember 2023 bestätigte Sanierungsverwalter Anwalt Christof Stapf, dass der Fond Klage vor einem Schiedsgericht nach den Regeln der Internationalen Handelskammer ICC eingereicht hat und von Benko persönlich 713 Millionen Euro zurückforderte.[225][226]
- Förderbetrug betr. COVID beim Chalet N. Es sollen für den "Hotelbetrieb" des Chalet N. Förderungen missbräuchlich beantragt und gewährt worden sein, obwohl das Chalet überwiegend bis ausschließlich von René Benko, seiner Familie und seinen Freunden genutzt wurde.[224]
- Kreditbetrug (Österreich): Am 16. April 2024 kündigte die WkStA an, wegen möglichen Kreditbetrugs gegen Benko zu ermitteln. Der Unternehmer soll bei der Schelhammer Capital Bank um Verlängerung eines 25-Millionen-Kredits angesucht haben, obwohl seine Firmengruppe bereits insolvent gewesen sei.[227][228]
- Betrug bei Kapitalbeschaffungsmaßnahmen einer Signa-Projektgesellschaft.[224]
- Untreue beim Verkauf einer Innenstadtimmobilie.[224]

Im Jänner 2025 erhob weiters der Masseverwalter der Signa Prime, Norbert Abel, den Vorwurf u. a. der Insolvenzverschleppung, denn die Signa Prime sei „spätestens seit 31.3.2022“ materiell insolvent gewesen, was den Vorstandsmitgliedern und den Aufsichtsräten hätte bekannt sein und zum Einbringen eines Insolvenzantrags hätte führen müssen. Die Schadenssumme wurde mit mindestens einer Milliarde Euro taxiert.

### Staatsanwaltschaft München I
Die Staatsanwaltschaft München I ermittelt seit November 2023 wegen möglicher Geldwäsche und Insolvenzdelikten gegen Benko.

### Fürstentum Liechtenstein
Die Staatsanwaltschaft in Liechtenstein eröffnete laut einem Bericht vom 12. April 2024 ein separates, inländisches Ermittlungsverfahren wegen des Verdachts auf betrügerische Krida (Bankrott) und Geldwäsche gegen ihn.

### Staatsanwaltschaft Trient
Die Staatsanwaltschaft Trient ermittelt gegen René Benko seit Dezember 2024; er solle der „Anführer einer mafiaartigen kriminellen Vereinigung“ gewesen sein. Seine Firmen sollen das Ziel gehabt haben, bei Immobilienprojekten in Norditalien und Südtirol mit unlauteren Mitteln Konzessionen und Genehmigungen zu erlangen.

## Privates
Über Benkos Privatleben ist wenig bekannt; er gilt als zurückhaltend und medienscheu. Er wohnte bis zu seiner Verhaftung im Jänner 2025 in Innsbruck-Igls und ist seit März 2010 mit dem Ex-Model Nathalie Benko (* 1983), geborene Sterchele verheiratet. Das Paar hat drei gemeinsame Kinder, Benko hat zudem eine Tochter aus seiner 2005 geschiedenen ersten Ehe. 2024 erklärte Benko in seinem Konkursverfahren, auf die finanzielle Hilfe seiner Mutter angewiesen zu sein. Verschiedenen Medienberichten zufolge reichte Nathalie Benko im März 2025 die Scheidung ein.

## Auszeichnungen
- 2011: Benko wurde vom Tiroler Landeshauptmann Günther Platter zum Tiroler des Jahres gekürt.[241]
- 2011: Cäsar als Immobilienmanager des Jahres, eine Auszeichnung von Fachverbänden[242]
- 2012: Mann des Jahres, österreichisches Wirtschaftsmagazin Trend[243]
- 2018: Mann des Jahres, österreichisches Wirtschaftsmagazin Trend[244]
- 2018: Stratege des Jahres, deutsches Wirtschaftsmagazin Handelsblatt[245]
- 2018: Mann des Jahres, European Retail Real Estate Magazin ACROSS[246]
- 2019: Pentola d’Oro International (Goldene Pfanne International) der Fachzeitung Il Quotidiano Immobiliare[247]

## Dokumentarfilme
- Ingolf Gritschneder, Georg Wellmann: René Benkos Aufstieg zum Immobilienmogul. WDR, D 2021 (YouTube; 43:54 Min.)
- Ingolf Gritschneder, Georg Wellmann: René Benko: Der Zocker und die Politik. WDR/NDR, D 2024 (ARD-Mediathek; 44:07 Min., Video auf YouTube, 44:02 Min.)

## Theater
Das Theaterstück Aufstieg und Fall des Herrn René Benko von Calle Fuhr (Autor und Regisseur) in Zusammenarbeit mit der Rechercheplattform Dossier wurde am 16. März 2024 im Wiener Volkstheater uraufgeführt. In Nachtkritik.de nannte es Reinhard Kriechbaum einen anderthalbstündigen „Super-Lehrgang in Trickwirtschaft“.